# Südafrikanische Alpine Skimeisterschaften 2014
Die Südafrikanischen Alpinen Skimeisterschaften 2014 fanden am 31. Juli im Tiffindell Ski Resort statt.
Es wurden jedoch nur Herren-Slalomläufe ausgetragen. Es waren auch Damen-Slalomläufe geplant, diese wurden jedoch ersatzlos gestrichen.

## Teilnehmer
| Europa (3 Länder)        | Europa (3 Länder) | Europa (3 Länder) |
| ------------------------ | ----------------- | ----------------- |
| - Österreich - Slowenien | - Schweden        |                   |
| Afrika (1 Land)          |                   |                   |
| - Südafrika              |                   |                   |

## Streckendaten
|                    | Herren             |
| ------------------ | ------------------ |
| Startzeit 1. Lauf  | 7:45 Uhr           |
| Startzeit 2. Lauf  | 8:45 Uhr           |
| Seehöhe Start      | 2.865 m            |
| Seehöhe Ziel       | 2.710 m            |
| Höhendifferenz     | 155 m              |
| Streckenlänge      | ?                  |
| Kurssetzer 1. Lauf | A. Heath (RSA)     |
| Kurssetzer 2. Lauf | M. Zetternig (AUT) |
| Tore 1. Lauf       | 54                 |
| Tore 2. Lauf       | 54                 |

## Herren

### Slalom
| Platz | Name                 | Zeit        |
| ----- | -------------------- | ----------- |
| 01    | Alexander Köll (SWE) | 1:32,13 min |
| 02    | Filip Mlinsek (SLO)  | 1:32,83 min |
| 06    | Sive Speelman        | 1:48,67 min |
| 07    | Francois Olivier     | 1:57,81 min |
| 08    | Matthys Olivier      | 2:01,64 min |

Datum: 4. August 2014

Ort: Tiffindell Ski Resort